# Franco Rol
Franco Rol (Turijn, 5 juni 1908 – Rapallo, 18 juni 1977) was een Formule 1-coureur uit Italië. Hij nam tussen 1950 en 1952 deel aan vijf Grands Prix voor de teams Maserati en O.S.C.A., maar scoorde hierin geen punten.